# Varanus mokrensis
Varanus mokrensis — викопний вид варана. Він відомий з міоцену Чехії (2 колекції).